# Bodo von Bülow

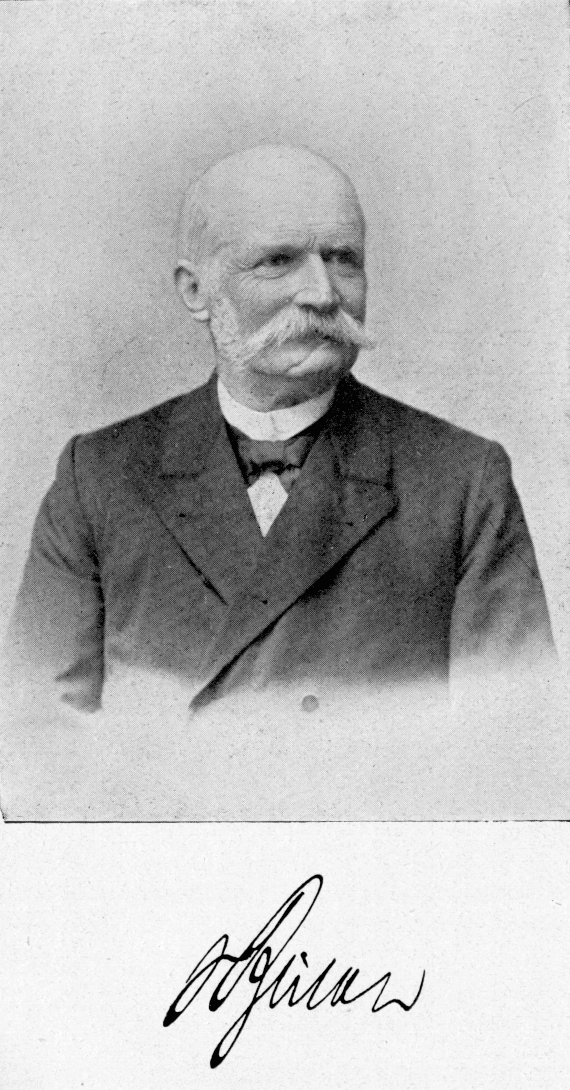

Bodo Georg Wilhelm Carl von Bülow (* 15. September 1834 in Göttingen; † 20. Mai 1904 in Schwerin) war ein mecklenburg-schwerinscher Staatsrat und Vorsitzender des Finanzministeriums.

## Leben
Bodo von Bülow studierte Rechtswissenschaft an der Ruprecht-Karls-Universität Heidelberg. 1855 wurde er im Corps Vandalia Heidelberg aktiv. Als Inaktiver wechselte er an die Georg-August-Universität Göttingen. Er bestand 1858 das Auditorexamen und 1862 das Assessorexamen in Hannover. Als Amtsassessor wurde er in Bleckede eingesetzt. 1863 wurde er Hilfsarbeiter an der Landdrostei Hannover, 1865 im hannoverschen Ministerium des Königlichen Hauses. Nach der Besetzung und Annexion Hannovers durch Preußen wechselte er 1867 als Ministerialrat in mecklenburgische Dienste, wurde 1873 großherzoglich mecklenburgischer Geschäftsträger am preußischen Hof und Bevollmächtigter zum Bundesrat. 1874 erhielt er den Titel Legationsrat. 1875 wurde er Staatsrat und Vorstand des Finanzministeriums. 1896 trat er als Wirklicher Geheimer Rat in den Ruhestand. Er blieb Präsident der Schuldentilgungskommission in Rostock.
Bülow war Rittergutsbesitzer auf Kaltenmoor und Wilschenbroock (heute Stadtteile von Lüneburg). Sein Sohn Hans (* 8. März 1883 in Schwerin) fiel in den ersten Tagen des Ersten Weltkriegs bei Arras.

## Auszeichnungen
- Hausorden der Wendischen Krone, Großkreuz mit der Krone in Gold[3]
- Gedächtnismedaille für Friedrich Franz III.
- Königlicher Kronen-Orden (Preußen), II. Klasse mit dem Stern
- Oldenburgischer Haus- und Verdienstorden des Herzogs Peter Friedrich Ludwig, Ehren-Großkreuz
- Dannebrogorden, Großkreuz
- Orden der Eisernen Krone (Österreich), Ritter I. Klasse
- Osmanié-Orden, I. Klasse